# Mu Capricorni
Mu Capricorni (μ Cap / 51 Capricorni / HD 207958 / HR 8351) es una estrella de magnitud aparente +5,08.
Está situada en la constelación de Capricornio a 35 minutos de arco al sur de la eclíptica.
Sin nombre propio habitual, a veces se la conoce como Kuh, «la que llora». 
Se encuentra a 90 años luz de distancia del sistema solar.
Mu Capricorni es una estrella de tipo espectral F2V cuya temperatura efectiva es de aproximadamente 6776 K.
Brilla con una luminosidad 5,2 veces mayor que la del Sol y, con una edad de 1600 millones de años, se piensa que está abandonando la secuencia principal, habiendo sido también catalogada como gigante de tipo F1III.
Gira sobre sí misma con una velocidad de rotación igual o superior a 69,3 km/s y su masa estimada es un 46% mayor que la masa solar.
Mu Capricorni muestra un contenido metálico que, en líneas generales, es semejante al del Sol ([Fe/H] = -0,08). 
Sin embargo, existe empobrecimiento de ciertos elementos como zirconio, zinc y estroncio —el contenido de este último es la mitad que en el Sol— y, en el otro extremo, enriquecimiento de elementos como bario, vanadio y neodimio; este último elemento del grupo de las tierras raras es 2,6 veces más abundante que en nuestro Sol.
Asimismo, evidencia una abundancia relativa de litio (A(Li) = 3,2) claramente superior a la solar, pero que está en la media de la abundancia cósmica de este metal.